# الدورة 1 للجنة التراث العالمي
الدورة الأولى للجنة التراث العالمي انعقدت في الفترة ما بين 27 يونيو وحتى 1 يوليو من العام 1977، وذلك في مدينة باريس بفرنسا.

## الأعضاء
- أستراليا
- كندا
- الإكوادور
- مصر
- فرنسا
- ألمانيا
- غانا
- إيران
- العراق
- نيجيريا
- بولندا
- السنغال
- تونس
- الولايات المتحدة